# Dolph & Wulff med venner
Dolph & Wulff med venner er et underholdningsprogram og er den tredje version af tv-serien Dolph og Wulff. Programmet adskiller sig fra sine to forgængere, ved
- Indledning i et decideret studie, hvor Mikael Wulff gennemfører et par minutters stand-up. Typisk om hovedemnerne i det enkelte afsnit. Undtagelser ved indledning, er set ved et kort klip med Dolph.
- De supplerende kortfilm skal forestille journalistiske rapportager.

Talkshowet omhandler forskellige emner, med faste besøgende, som blandt andet den lyseblå flodhest Dolph, multikunstneren orangutangen Finn samt den perverse engelsktalende bæver, Rocco. Imellem de mange sketches er der små klip, hvor Wulff og Dolph besøger forskellige ting i Danmark.
Ligesom i Dolph & Wulff handler hvert afsnit om et overordnet emne, men det gribes an på en anderledes måde.

## Medvirkende
- Mikael Wulff (sig selv)
- Jonas Schmidt (Dolph/Rocco m.fl.)
- Uffe Holm (orangutangen Finn)
- Brian Mørk (speaker)
- Peder Pedersen (Tv-vært i allerførste afsnit)
- Rasmus Bjerg (Reporteren Claus Halbæk, Bimmer m.fl.)

## Episodeoversigt
Nøgle: Titel (sendt første gang)
- "Den skrev historie" (10. marts 2006) Link til afsnit Arkiveret 22. juni 2006 hos  Wayback Machine
- "Dolph og Wulff med venner (1)" (17. marts 2006) Link til afsnit Arkiveret 1. juni 2006 hos  Wayback Machine
- "Dolph og Wulff med venner (2)" (24. marts 2006) -- med gæsteoptræden af Peter Lund Madsen samt Sascha Dupont Link til afsnit Arkiveret 2. juni 2006 hos  Wayback Machine
- "Dolph og Wulff med venner (3)" (31. marts 2006) -- med gæsteoptræden af De Fantastiske 5 og Anders Lund Madsen Link til afsnit Arkiveret 2. juni 2006 hos  Wayback Machine
- "Dolph og Wulff med venner (4)" (7. april 2006) -- med gæsteoptræden af Søren Ryge Petersen Link til afsnit Arkiveret 7. februar 2009 hos  Wayback Machine
- "Dolph og Wulff med venner (5)" (14. april 2006) -- med gæsteoptræden af Peter A.G. Nielsen Link til afsnit Arkiveret 7. februar 2009 hos  Wayback Machine
- "Dolph og Wulff med venner (6)" (21. april 2006) -- med gæsteoptræden af Sofie Lassen-Kahlke Link til afsnit Arkiveret 7. februar 2009 hos  Wayback Machine
- "Dolph og Wulff med venner (7)" (5. maj 2006) -- med gæsteoptræden af Don Ø Link til afsnit Arkiveret 7. februar 2009 hos  Wayback Machine
- "Dolph og Wulff med venner (8)" (12. maj 2006] -- med gæsteoptræden af Paula Larrain Link til afsnit Arkiveret 7. februar 2009 hos  Wayback Machine
- "Dolph og Wulff med venner (9)" (19. maj 2006)  Link til afsnit Arkiveret 22. februar 2017 hos  Wayback Machine
- "Dolph og Wulff med venner (10)" (26. maj 2006) Link til afsnit Arkiveret 22. februar 2017 hos  Wayback Machine

## Dvd
"Dolph & Wulff med venner – I Bang It" blev udgivet i 2006, dvd'en indeholder 77 min. med scetcher fra serien + bonusmateriale.

## Afsnit

### Afsnit 1
Afsnit 1 handler primært om fugleinfluenzaen, men også om Mohammed-krisen. Wulff snakker bl.a. om stormuftier. Som han selv siger det, bliver han "utroligt lækkersulten," hver gang han hører ordet, idet det kunne lyde som om, der er tale om en "gigantisk muffin".
I reportagen vil Dolph og Wulff forsøge at skabe dialog. Derfor tager de ud på Blågaardsplads, og præsenterer nogle kendetegnende danske produkter. Herunder en lampe, Olsenbanden og et oliemaleri. Men Dolph er ganske uenig med Wulff, og forsøger at ødelægge Wulffs fremlæggelse.
Selv præsenterer han derefter, "Danmarks sande værdier," nemlig produkter fra Danish Crown. Hertil tilføjer han, at danskerne elske at slagte dyr.
Rocco præsenteres første gang i dette afsnit. Han og Wulff skulle egentlig snakke om fugleinfluenzaen, men Rocco er mere optaget af Wulffs "sexede øre."
Orangutangen Finn, der går på showskole i Vejle, får også sin første chance for at bevise hvad han kan. Desværre, er Wulff ikke tilfreds, og han kan ikke love at Finn får lov at være med igen.
Sidst i programmet skal Dolph demonstrere hans dræberrobot "Muggi." Det er en lille legetøjshund, der skal drives af "fysisk råstyrke," nærmere betegnet et løbebånd. Muggi fuldfører dog ikke sin mission, der bestod i at dræbe Wulff. Dolph bliver rasende, specielt efter han skvatter ned af løbebåndet.

### Afsnit 2
Programmet indledes med en række "negermusikanter," står ganske fredeligt og spiller. Men ganske som forventet, skal Dolph nok få ændret på det han mener er en infiltrering af Al-Qaida. Han indleder sit snigangreb med ordene "Dø! Dø! I ligner muteret havrefras!"
I studiet indleder Wulff med en snak om bryllup. Inden da, fortæller han dog om en avisannonce: "Der stod 'ung studerende søger lejlighed. Alt har interesse,' så jeg ringede og fortalte om dagens pollental."
Rapportagen handler om Dolphs uforståendehed overfor menneskers "nussen" og "kælen." Han opsøger Peter Lund Madsen, der er hjerneforsker. Dolph fremlægger sine beviser for menneskets idioti, ved at afspille et videobånd med kvindehåndbold.
Peter og Dolph indleder et samarbejde, hvor de vil forsøge at få "pøblen," under Dolphs herredømme gennem propaganda. Peter og Dolph får et nært bånd, og Dolph stoler på, og ser op til, Peter. Men da Peter spørg om der er plads til sin bror, Anders Lund Madsen, går Dolph amok, og deres samarbejde ophæves.
I studiet bliver Rocco bedt om at anmelde en serie danske mejeriprodukter. Han synes godt om dem alle, undtaget rejseosten, grundet den ikke har nogle huller. Fornærmet beder Wulff Rocco om at slutte af, efter Rocco har sagt, at han ønsker seksuel omgang med alle tilskuernes ører.
I mellemtiden har Wulff besluttet, at Orangutangen Finn godt må få endnu en chance, for at bevise sit værd. Finn laver en parodi på en Frank Sinatra der er ved at drukne, og han gentager successen (eller mangel på samme) med Lunte fra Nissebanden. Wulff sender Finn ud, allerede inden hans to minutter er gået.
I endnu en reportage, viser Wulff folk rundt på deres arbejdsplads, hvor "Dolph & Wulff" skabes. Det er dog søndag, så der befinder sig ingen mennesker på stedet. Det er i hvert fald hvad Wulff tror, indtil han hører nogle stemmer. Det viser sig at være Sasha Dupont og Dolph. Man kan høre Dolph foreslå, at de skal se en film, enten med Meg Ryan eller specifikt Krummerne. Samtidig høres at Dupont vil se Die Hard.
Da Wulff, sammen med kameraholdet træder ind, gør Dolph et patetisk forsøg på at tilsløre hans foretagen. Bl.a. ved at dække Dupont til i et tæppe. Da det ikke syntes at have succes, postulerer Dolph at de er midt i en militæroperation, og angiveligt at Jean-Claude Van Damme udklædt som Sasha Dupont.
Reportagen afsluttes efter at Dupont er gået sin vej, og Wulff har kørt Dolph tilstrækkeligt ned, så han bliver tosset.
Sidst i programmet skal Dolph demonstrere den japanske disciplin: "Sublim selvbeherskelse." Foran Dolph er der placeret et hvidkålshoved og en bunke hø, og Dolph vil bevise at han kan udholde sin sult. Efter at Wulff har startet sit ur, tager han en "tysk pølse" frem. Dolph kan som forventet ikke modstå fristelsen, og forsøger at få fat i pølsen. Efter at have spist den, fortæller Wulff at det i virkeligheden var en græsk pølse. Det er mere end Dolph vil tolerere, og han slår et bord i stykker med sin kølle.

### Afsnit 3
Tekst mangler, hjælp os med at skrive teksten

### Afsnit 4
Afsnittet indledes ved, at Dolph afbryder en stripper i hendes arbejde, og det lægger op til Wulffs oplæg om mænd.
Rocco bliver bedt om at anmelde typisk dansk håndarbejde. Som altid ser han det sensuelle i sytøjet, og ikke desto mindre, i den ældre dame, der præsenteres som skaberen af sytøjet.
Finn bliver mere og mere frustreret over, at Wulff ikke ser potentiale i ham, og prøver at åbne Wulffs øjne ved at demonstrere, at han også kan være en "kneppebæver." Men Wulff bryder sig åbenlyst ikke om det og beder Finn om at forlade studiet.
I videoreportagen har Dolph og Wulff været ude og besøge Søren Ryge i et håb om, at han kunne frembringe kosmisk balance i Dolph, således at han opgiver sine aggressive tendenser. For en stund er Dolph modstridende, men han får svært ved at modstå et lille lam. Dolph finder midlertidigt ro i sit sind.
Men da Wulff i mellemtiden, ventende i Sørens hus, beslutter sig for at stjæle Sørens pibe, eskalerer problematikken, idet Dolph rækker ned i Wulffs lomme, for at få en økologisk halspastil. At dømme ud fra afsnittets senere begivenheder, beholder Dolph sin kosmiske balance, på trods af han jagter Wulff med ordene "død ved kølle."
Da Dolph i slutningen af programmet kommer ind til publikum, medbringer han sin nyskabte plante. Han vil bevise, at den er i stand til at modstå "liderlige bier der prøver at kopulere med Dolphs plante." Til det formål har han iværksat et lille teaterstykke, hvor Finn spiller bi. Desværre, så udnytter Finn muligheden til at vise, at han er multikunster. Dolph bliver rasende, og Wulff beslutter det er bedst at lade programmet været nået til ende her.

### Afsnit 5
Kødskandalen tages op i afsnit fem. Mens Wulff fører programmet i studiet, holder han kontakt med Dolph, som sideløbende kokkererer backstage.

### Afsnit 6
Tekst mangler, hjælp os med at skrive teksten